# Adam Reed Tucker
Pour les articles homonymes, voir Tucker.
Adam Reed Tucker est un artiste et architecte américain. Il est connu pour ses bâtiments architecturaux entièrement réalisés à partir de Lego, dans la gamme Lego Architecture.

## Biographie
Adam Reed Tuker est né en 1972.
En 1996, il reçoit un diplôme professionnel d'architecture à l'Université du Kansas, avec une emphase sur la philosophie de la théorie de la conception. De 1996 à 2006, il travaille comme architecte dans les villes de Kansas et Chicago.
En 2002, après avoir lu le livre The World of Lego Toys, il s'intéresse à toutes les possibilités de construction architecturale qu'il y a avec l'utilisation des briques Lego. En 2006, il crée Brickworld (en), la première exposition des fans de Lego à Chicago, qui a lieu tous les ans depuis. L'année suivante, il fonde Brickstructures Inc. et engage ainsi un partenariat avec The Lego Group. Il devient un Lego Certified Professional et crée la gamme Lego Architecture.

## Ses œuvres
Il a construit de nombreux célèbres monuments architecturaux en Lego d'environ deux mètres de haut, tels que l'Empire State Building, les tours du World Trade Center ou Fallingwater.